# Tour Down Under 2015
La 17e édition du Tour Down Under a eu lieu du 20 au 25 janvier 2015. C'est la première épreuve de l'UCI World Tour 2015.
L'épreuve a été remportée par l'Australien Rohan Dennis (BMC Racing), vainqueur de la troisième étape, qui a parcouru les 812,3 km en 19 h 15 min 18 s, soit à une vitesse moyenne de 42,186 km/h. Il devance respectivement deux de ses compatriotes, à savoir Richie Porte (Sky), lauréat de la cinquième étape, de deux secondes, et son coéquipier Cadel Evans, de vingt secondes.
Dennis remporte également le classement du meilleur jeune, le Sud-Africain Daryl Impey (Orica-GreenEDGE) celui des sprints, un autre Australien Jack Bobridge (UniSA-Australia) celui de la montagne alors que la formation Movistar termine meilleure équipe.

## Présentation

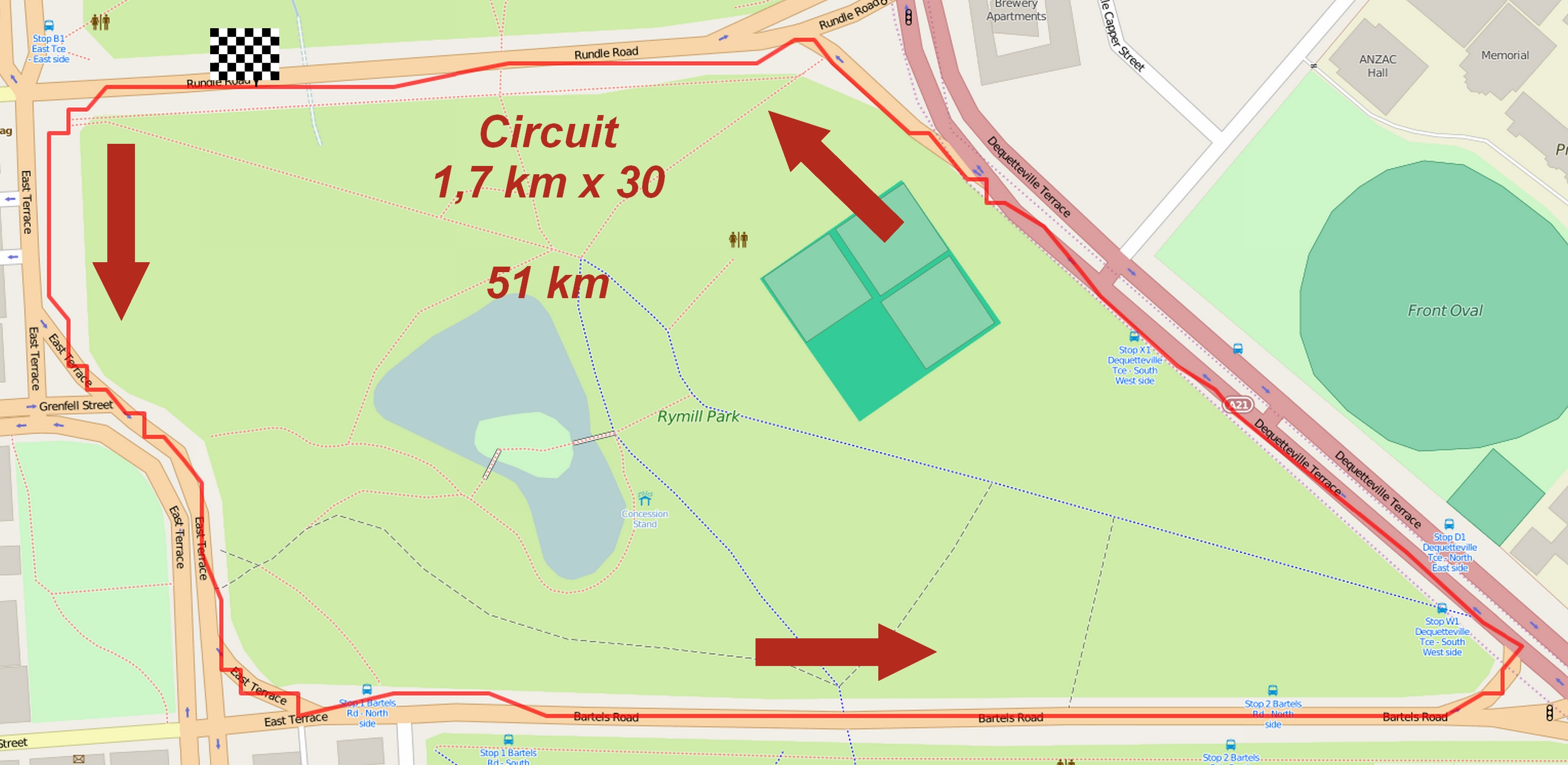
Le parcours de la People's Choice Classic 2015.

Le Tour Down Under est la première course de l'UCI World Tour 2015 et sert de reprise pour les coureurs des formations du World Tour qui reprennent pour la plupart sur cette course ou lors du Tour de San Luis qui a lieu en même temps à l'autre bout du globe,. En préambule de ce Tour Down Under, se déroule la People's Choice Classic, un critérium de 51 kilomètres dans les rues d'Adélaïde, le 17 janvier. Le parcours est constitué d'une boucle de 1,7 kilomètre, complètement plate, autour de Rymill Park, parcourue trente fois par les coureurs. L'Allemand Marcel Kittel (Giant-Alpecin) s'impose au sprint pour la deuxième année consécutive, en devançant l'Espagnol Juan José Lobato (Movistar) et le Néerlandais Wouter Wippert (Drapac).

### Parcours
La course démarre avec une étape favorable aux sprinteurs, puis l'arrivée habituelle pour sprinteurs-puncheurs à Stirling lors de la deuxième étape. La suivante est assez vallonnée et se termine par l'ascension du Torrens Hill Road avec ses 400 derniers mètres plats. Selon Matthew White, ce sera une étape « cruciale » en vue du classement général : « c'est une étape où les grimpeurs doivent faire la différence ». Le lendemain, l'étape sera venteuse et donc propice aux bordures, avec également deux bosses non-répertoriées dans les 25 derniers kilomètres. La cinquième étape sera l'étape-reine de la course, avec deux ascensions du Willunga Hill, la deuxième voyant l'arrivée jugée à son sommet. Cette étape s'annonce décisive, d'autant plus que le début d'étape pourrait être venteux. Enfin, la sixième et dernière étape est un circuit de 4,5 kilomètres à parcourir à vingt reprises à Adélaïde, pour une distance totale de 90 kilomètres,.

Parcours des étapes
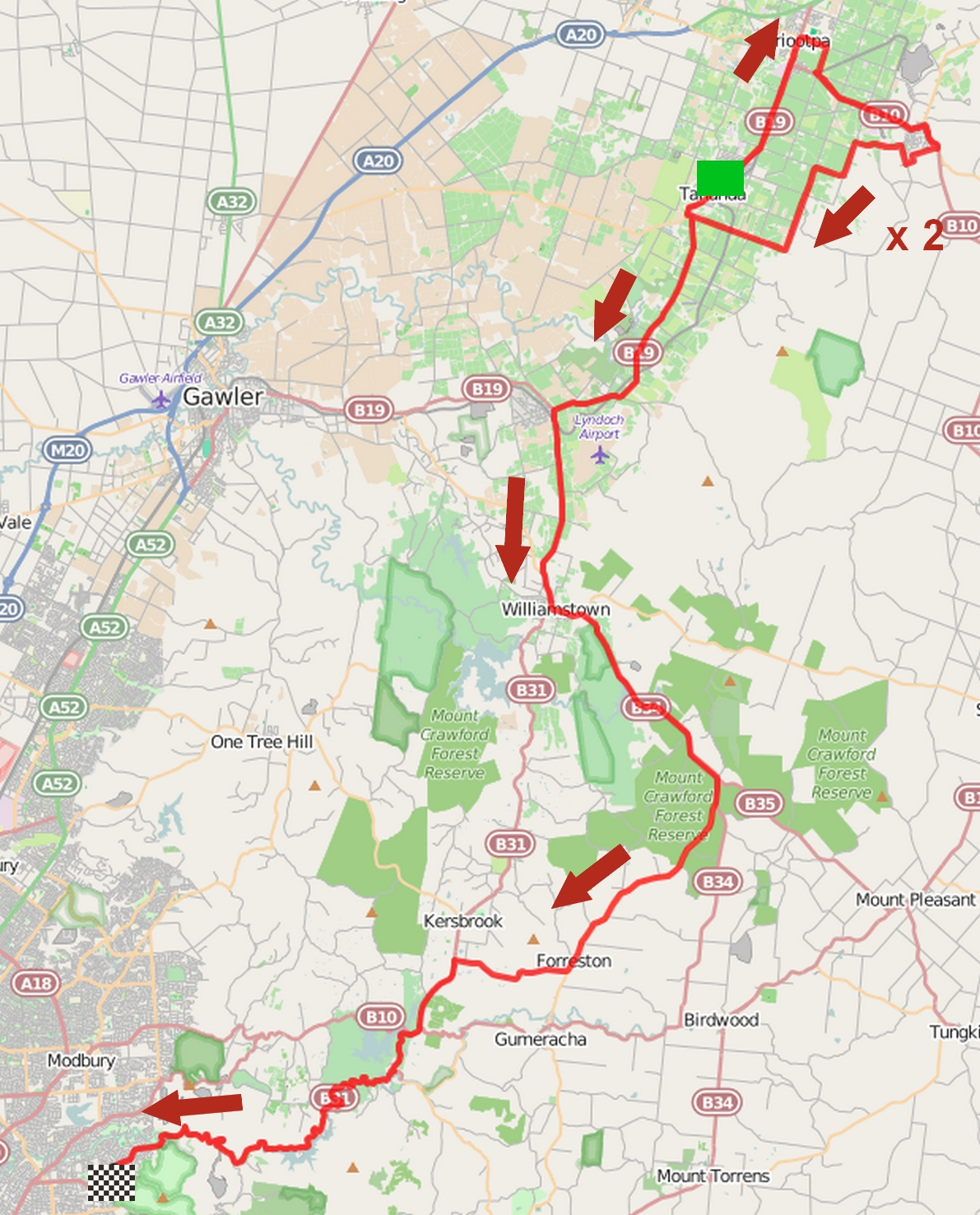
1re étape.
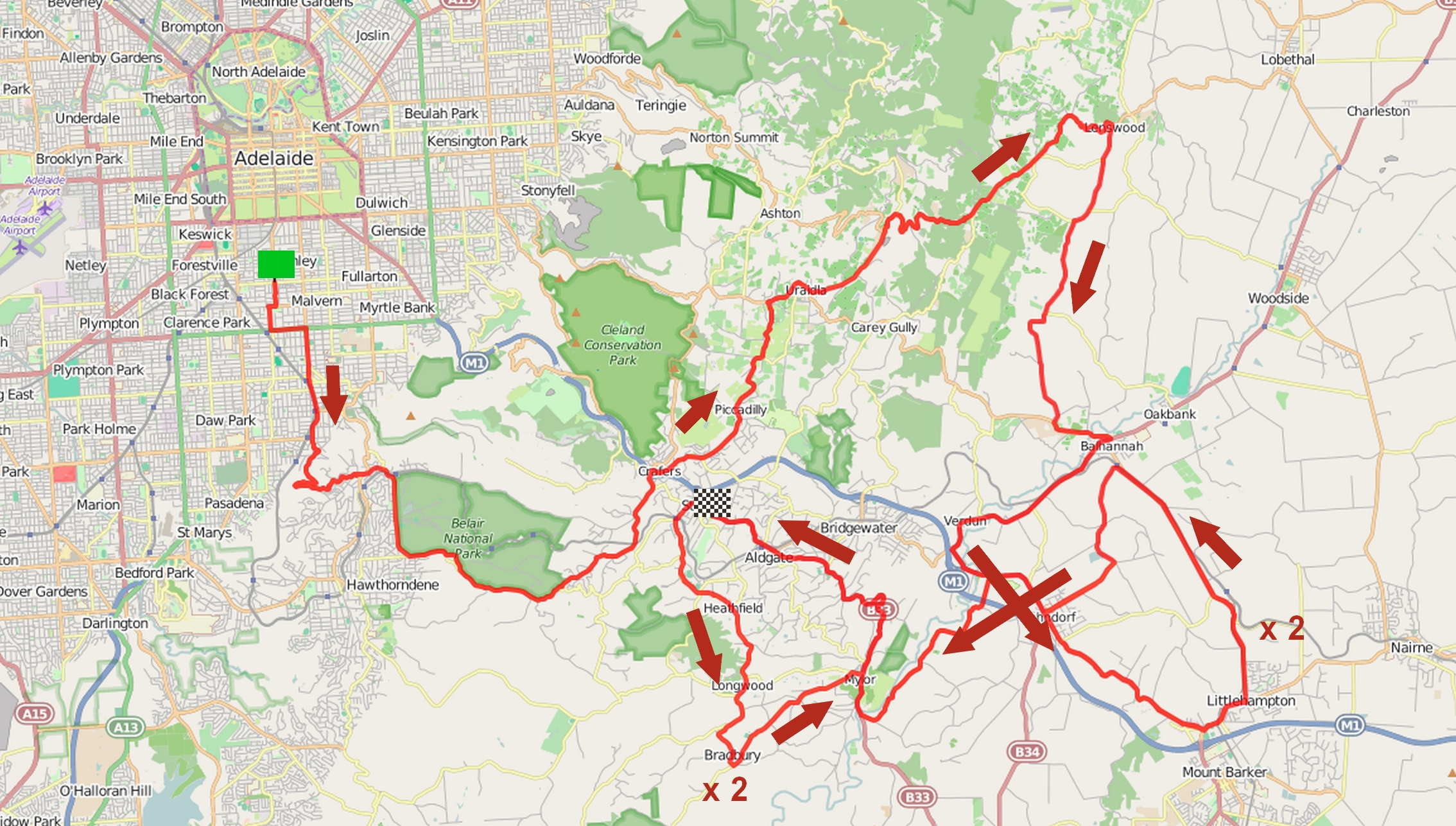
2e étape.
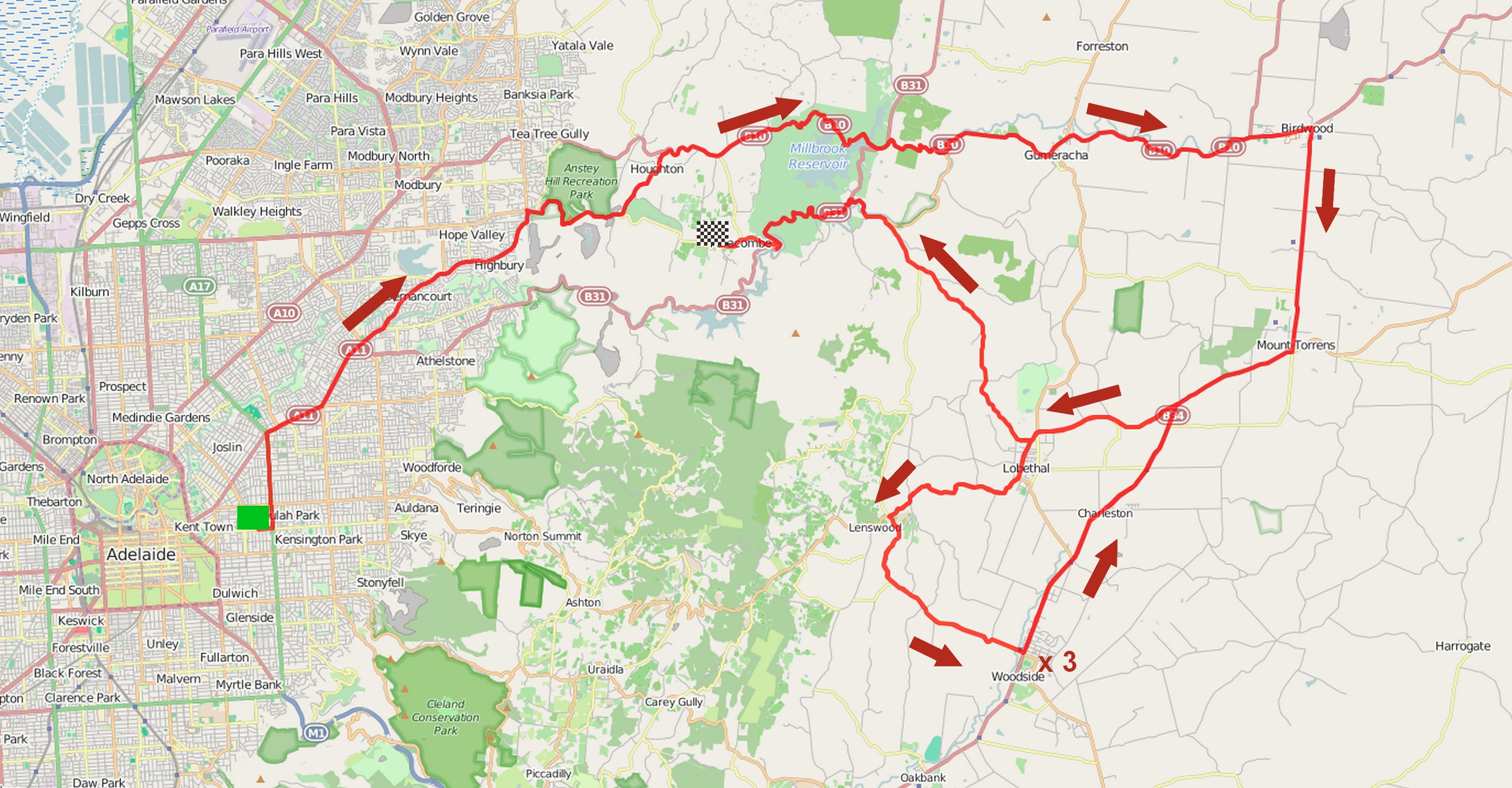
3e étape.
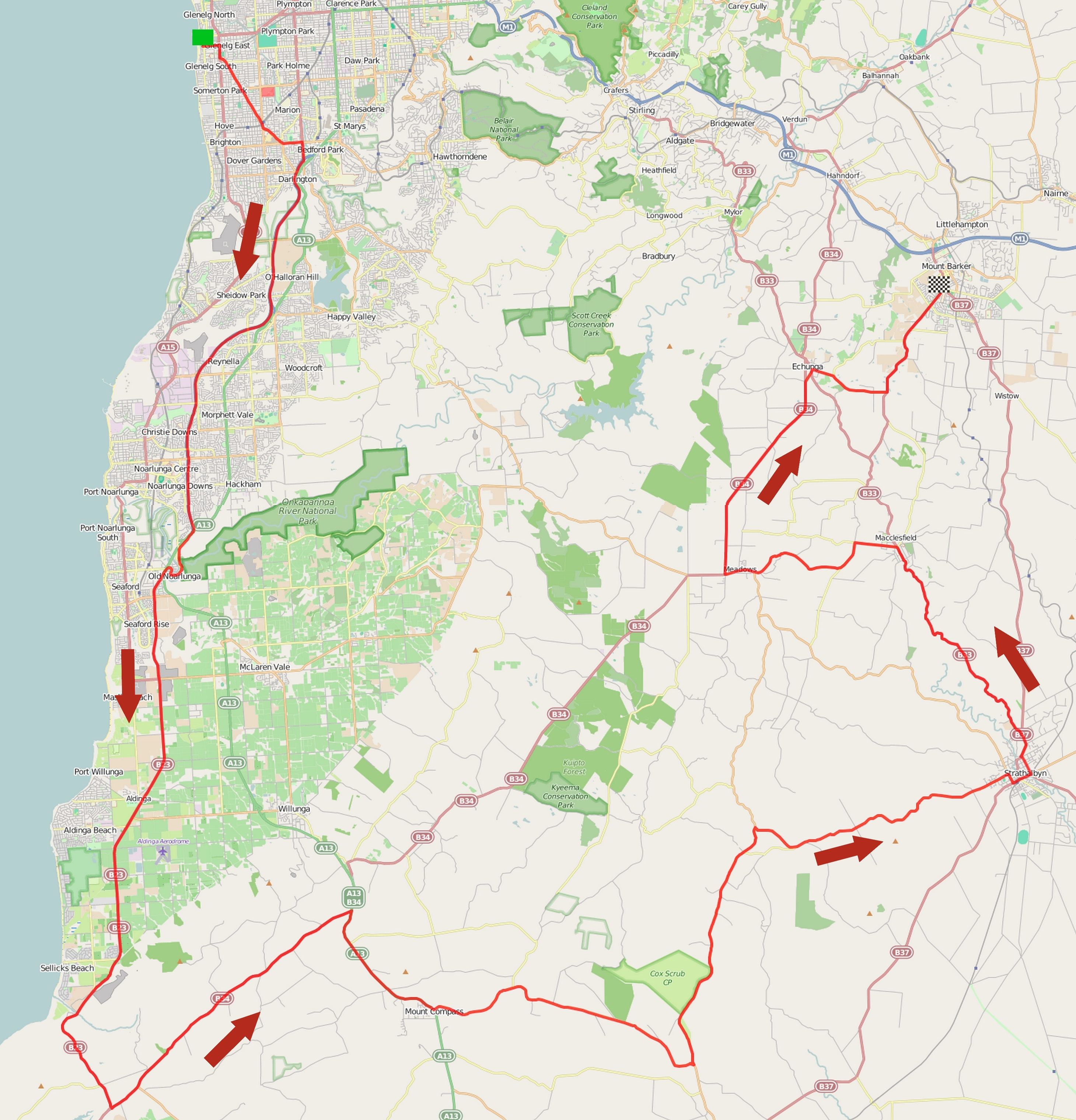
4e étape.
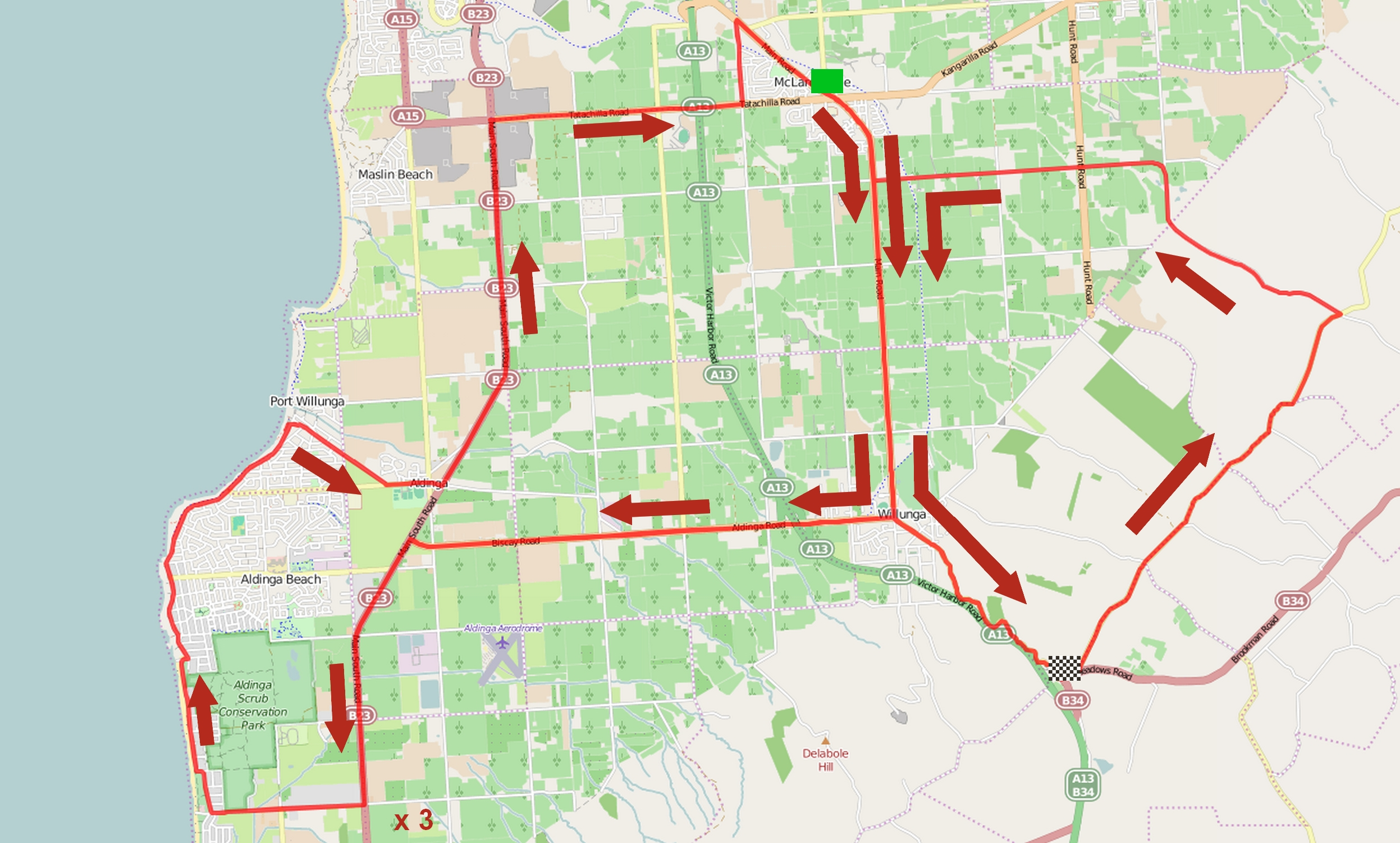
5e étape.
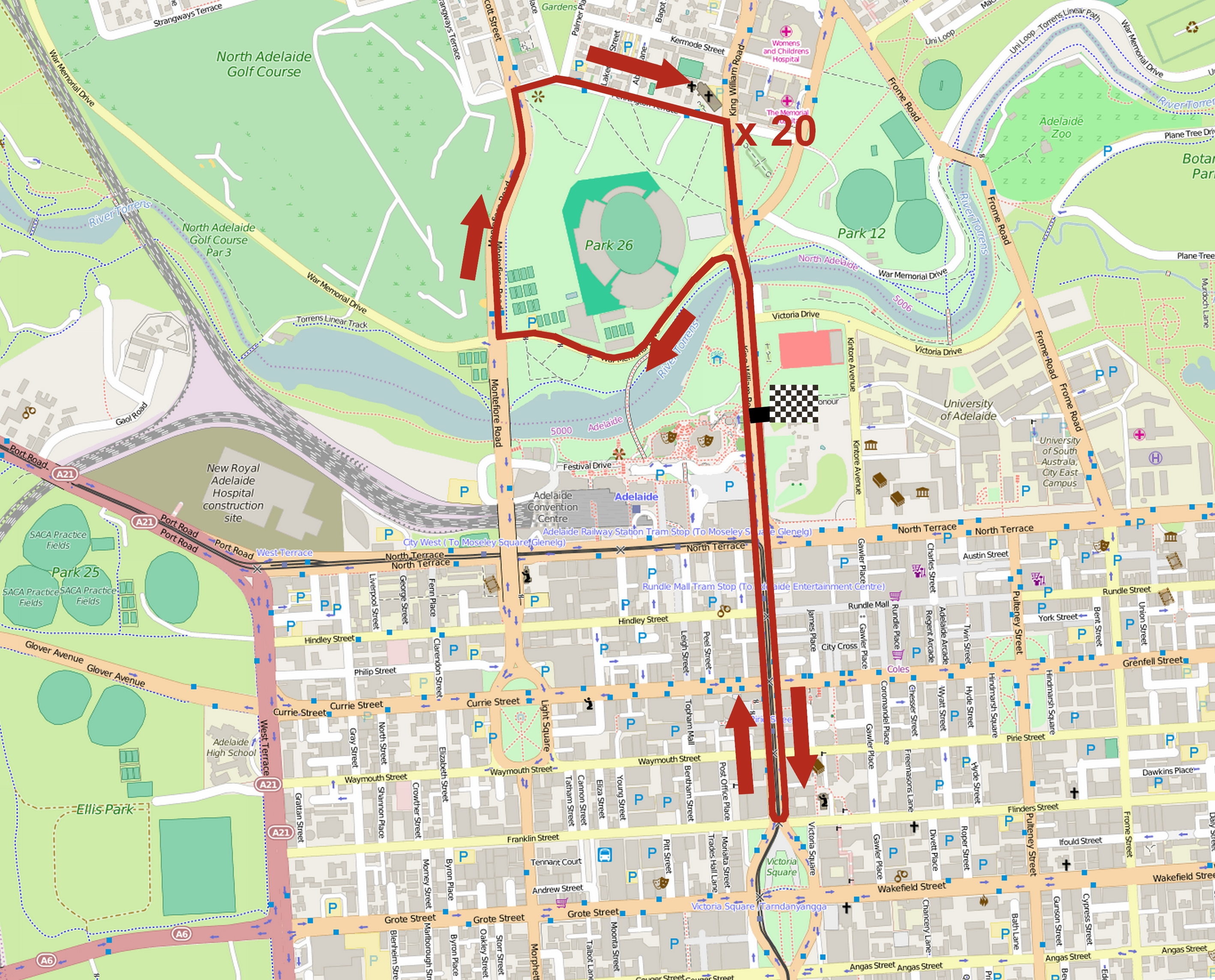
6e étape.

### Équipes
En tant qu'épreuve World Tour, les dix-sept WorldTeams participent à la course. L'organisateur a de plus invité l'équipe continentale professionnelle australienne Drapac et la sélection australienne UniSA-Australia.
Dix-neuf équipes participent à ce Tour Down Under - dix-sept WorldTeams, une équipe continentale professionnelle et une équipe nationale :
| UCI WorldTeams      | UCI WorldTeams | UCI WorldTeams |
| Nom de l'équipe     | Pays           | Code           |
| ------------------- | -------------- | -------------- |
| AG2R La Mondiale    | France         | ALM            |
| Astana              | Kazakhstan     | AST            |
| BMC Racing          | États-Unis     | BMC            |
| Cannondale-Garmin   | États-Unis     | TCG            |
| Etixx-Quick Step    | Belgique       | EQS            |
| FDJ                 | France         | FDJ            |
| Giant-Alpecin       | Allemagne      | TGA            |
| IAM                 | Suisse         | IAM            |
| Katusha             | Russie         | KAT            |
| Lampre-Merida       | Italie         | LAM            |
| Lotto NL-Jumbo      | Pays-Bas       | TLJ            |
| Lotto-Soudal        | Belgique       | LTS            |
| Movistar            | Espagne        | MOV            |
| Orica-GreenEDGE     | Australie      | OGE            |
| Sky                 | Royaume-Uni    | SKY            |
| Tinkoff-Saxo        | Russie         | TCS            |
| Trek Factory Racing | États-Unis     | TFR            |

| Équipe continentale professionnelle | Équipe continentale professionnelle | Équipe continentale professionnelle |
| Nom de l'équipe                     | Pays                                | Code                                |
| ----------------------------------- | ----------------------------------- | ----------------------------------- |
| Drapac                              | Australie                           | DPC                                 |

| Équipe nationale | Équipe nationale | Équipe nationale |
| Nom de l'équipe  | Pays             | Code             |
| ---------------- | ---------------- | ---------------- |
| UniSA-Australia  | Australie        | AUS              |

### Favoris
En l'absence du tenant du titre l'Australien Simon Gerrans (Orica-GreenEDGE), à la suite d'une chute en VTT, ce sont ses compatriotes Richie Porte (Sky) et le futur retraité Cadel Evans (BMC Racing), respectivement quatrième et deuxième du classement général en 2014. Les deux hommes seront assistés respectivement du Britannique Geraint Thomas, troisième en 2013, et un autre Australien Rohan Dennis. Le Néerlandais Tom Dumoulin (Giant-Alpecin) et l'Espagnol Luis León Sánchez (Astana) sont vus comme leurs principaux opposants.
L'Italien Domenico Pozzovivo (AG2R La Mondiale), le Portugais Tiago Machado, troisième en 2012, et son coéquipier l'Italien Giampaolo Caruso (Katusha), l'Allemand Simon Geschke (Giant-Alpecin), le Sud-Africain Daryl Impey (Orica-GreenEDGE), les Espagnols José Herrada et Gorka Izagirre (Movistar) et le Canadien Ryder Hesjedal (Cannondale-Garmin) seront aussi à surveiller.
Du côté des sprinteurs, l'Allemand Marcel Kittel (Giant-Alpacin) sera le principal cador de la discipline. Il sera opposé principalement au Néo-Zélandais Gregory Henderson (Lotto-Soudal), l'Italien Giacomo Nizzolo (Trek Factory Racing), l'Espagnol Juan José Lobato (Movistar), le récent champion d'Australie sur route Heinrich Haussler (IAM) et son compatriote Mark Renshaw (Etixx-Quick Step),.

## Étapes
Le Tour Down Under 2015 comporte six étapes pour un total de 812,3 kilomètres à parcourir.
| Étape     | Date     | Villes étapes           | type                      | Distance (km) | Vainqueur d'étape | Leader du classement général |
| --------- | -------- | ----------------------- | ------------------------- | ------------- | ----------------- | ---------------------------- |
| 1re étape | 20 janv. | Tanunda – Campbelltown  | étape de plaine           | 132,6         | Jack Bobridge     | Jack Bobridge                |
| 2e étape  | 21 janv. | Unley – Stirling        | étape de plaine           | 150,5         | Juan José Lobato  | Jack Bobridge                |
| 3e étape  | 22 janv. | Norwood – Paracombe     | étape de moyenne montagne | 143,2         | Rohan Dennis      | Rohan Dennis                 |
| 4e étape  | 23 janv. | Glenelg – Mount Barker  | étape de plaine           | 144,5         | Steele Von Hoff   | Rohan Dennis                 |
| 5e étape  | 24 janv. | McLaren Vale – Willunga | étape de moyenne montagne | 151,5         | Richie Porte      | Rohan Dennis                 |
| 6e étape  | 25 janv. | Adélaïde – Adélaïde     | étape de plaine           | 90            | Wouter Wippert    | Rohan Dennis                 |

## Déroulement de la course

### 1reétape
La première étape du Tour Down Under 2015 reliant Tanunda à Campbelltown a été remportée par l'Australien Jack Bobridge (UniSA-Australia) qui a parcouru les 132,6 kilomètres en 2 h 59 min 44 s, soit à une vitesse moyenne de 44,266 kilomètres par heure. Il est suivi dans le même temps par le Néerlandais Lieuwe Westra (Astana) et par son compatriote Luke Durbridge (Orica-GreenEDGE). Les cent-trente-trois coureurs qui ont pris le départ franchissent tous la ligne d'arrivée. L'Américain Lawson Craddock (Giant-Alpecin) arrive dernier à 10 min 50 s.
Bobridge est en tête du classement général, du classement des sprints et du classement de la montagne, tandis que Durbridge est en tête du classement du meilleur jeune. La formation australienne UniSA-Australia, sélection nationale, est la meilleure équipe, toutes sont dans le même temps.
| Classement de l'étape | Classement de l'étape | Classement de l'étape | Classement de l'étape | Classement de l'étape |
|                       | Coureur               | Pays                  | Équipe                | Temps                 |
| --------------------- | --------------------- | --------------------- | --------------------- | --------------------- |
| 1er                   | Jack Bobridge         | Australie             | UniSA-Australia       | en 2 h 59 min 44 s    |
| 2e                    | Lieuwe Westra         | Pays-Bas              | Astana                | m.t                   |
| 3e                    | Luke Durbridge        | Australie             | Orica-GreenEDGE       | m.t                   |
| 4e                    | Maxim Belkov          | Russie                | Katusha               | m.t                   |
| 5e                    | Niccolò Bonifazio     | Italie                | Lampre-Merida         | m.t                   |
| 6e                    | Gianni Meersman       | Belgique              | Etixx-Quick Step      | m.t                   |
| 7e                    | Juan José Lobato      | Espagne               | Movistar              | m.t                   |
| 8e                    | Heinrich Haussler     | Australie             | IAM                   | m.t                   |
| 9e                    | Steele Von Hoff       | Australie             | UniSA-Australia       | m.t                   |
| 10e                   | Daryl Impey           | Afrique du Sud        | Orica-GreenEDGE       | m.t                   |
| modifier              |                       |                       |                       |                       |

| Classement général | Classement général | Classement général | Classement général | Classement général |
|                    | Coureur            | Pays               | Équipe             | Temps              |
| ------------------ | ------------------ | ------------------ | ------------------ | ------------------ |
| 1er                | Jack Bobridge      | Australie          | UniSA-Australia    | en 2 h 59 min 31 s |
| 2e                 | Lieuwe Westra      | Pays-Bas           | Astana             | + 4 s              |
| 3e                 | Luke Durbridge     | Australie          | Orica-GreenEDGE    | + 6 s              |
| 4e                 | Maxim Belkov       | Russie             | Katusha            | + 10 s             |
| 5e                 | Niccolò Bonifazio  | Italie             | Lampre-Merida      | + 13 s             |
| 6e                 | Gianni Meersman    | Belgique           | Etixx-Quick Step   | + 13 s             |
| 7e                 | Juan José Lobato   | Espagne            | Movistar           | + 13 s             |
| 8e                 | Heinrich Haussler  | Australie          | IAM                | + 13 s             |
| 9e                 | Steele Von Hoff    | Australie          | UniSA-Australia    | + 13 s             |
| 10e                | Daryl Impey        | Afrique du Sud     | Orica-GreenEDGE    | + 13 s             |
| modifier           |                    |                    |                    |                    |

### 2eétape
La deuxième étape du Tour Down Under 2015 reliant Unley à Stirling a été remportée par l'Espagnol Juan José Lobato (Movistar) qui a parcouru les 150,5 kilomètres en 3 h 42 min 24 s, soit à une vitesse moyenne de 40,603 km/h. Il est suivi dans le même temps par le Sud-Africain Daryl Impey (Orica-GreenEDGE) et son compatriote et coéquipier Gorka Izagirre. Les cent-trente-trois coureurs qui ont pris le départ franchissent tous la ligne d'arrivée, à l'exception du Slovaque Michal Kolář (Tinkoff-Saxo) qui a abandonné. Le Néerlandais Barry Markus (Lotto NL-Jumbo) arrive dernier à 19 min 48 s.
L'Australien Jack Bobridge (UniSA-Australia) est leader du classement général et du classement de la montagne, Lobato prend la tête du classement des sprints, tandis que l'Italien Niccolò Bonifazio (Lampre-Merida) prend la tête du classement du meilleur jeune. La formation espagnole Movistar devient la meilleure équipe, huit ont le même temps.
À l'issue de l'étape, alors qu'il rentrait à vélo à son hôtel, l'Australien Campbell Flakemore (BMC Racing) chute dans un virage à une vitesse qu'il estime être de l'ordre de 55 à 60 kilomètres par heure, et se blesse. Scott Major, le médecin de l'équipe, estime qu'il s'agit d'une fracture propre au milieu de la clavicule, et indique que le coureur sera opéré le jeudi 22 janvier à Adélaïde.
| Classement de l'étape | Classement de l'étape | Classement de l'étape | Classement de l'étape | Classement de l'étape |
|                       | Coureur               | Pays                  | Équipe                | Temps                 |
| --------------------- | --------------------- | --------------------- | --------------------- | --------------------- |
| 1er                   | Juan José Lobato      | Espagne               | Movistar              | en 3 h 42 min 24 s    |
| 2e                    | Daryl Impey           | Afrique du Sud        | Orica-GreenEDGE       | m.t                   |
| 3e                    | Gorka Izagirre        | Espagne               | Movistar              | m.t                   |
| 4e                    | Tom Dumoulin          | Pays-Bas              | Giant-Alpecin         | m.t                   |
| 5e                    | Cadel Evans           | Australie             | BMC Racing            | m.t                   |
| 6e                    | Luis León Sánchez     | Espagne               | Astana                | m.t                   |
| 7e                    | Richie Porte          | Australie             | Sky                   | m.t                   |
| 8e                    | Niccolò Bonifazio     | Italie                | Lampre-Merida         | m.t                   |
| 9e                    | Nathan Haas           | Australie             | Cannondale-Garmin     | m.t                   |
| 10e                   | Samuel Dumoulin       | France                | AG2R La Mondiale      | m.t                   |
| modifier              |                       |                       |                       |                       |

| Classement général | Classement général | Classement général | Classement général | Classement général |
|                    | Coureur            | Pays               | Équipe             | Temps              |
| ------------------ | ------------------ | ------------------ | ------------------ | ------------------ |
| 1er                | Jack Bobridge      | Australie          | UniSA-Australia    | en 6 h 41 min 55 s |
| 2e                 | Juan José Lobato   | Espagne            | Movistar           | + 3 s              |
| 3e                 | Lieuwe Westra      | Pays-Bas           | Astana             | + 4 s              |
| 4e                 | Daryl Impey        | Afrique du Sud     | Orica-GreenEDGE    | + 7 s              |
| 5e                 | Gorka Izagirre     | Espagne            | Movistar           | + 9 s              |
| 6e                 | Niccolò Bonifazio  | Italie             | Lampre-Merida      | + 13 s             |
| 7e                 | Gianni Meersman    | Belgique           | Etixx-Quick Step   | + 13 s             |
| 8e                 | Samuel Dumoulin    | France             | AG2R La Mondiale   | + 13 s             |
| 9e                 | Nathan Haas        | Australie          | Cannondale-Garmin  | + 13 s             |
| 10e                | Cadel Evans        | Australie          | BMC Racing         | + 13 s             |
| modifier           |                    |                    |                    |                    |

### 3eétape
La troisième étape du Tour Down Under 2015 reliant Norwood à Paracombe (en) a été remportée par l'Australien Rohan Dennis (BMC Racing) qui a parcouru les 143,2 kilomètres en 3 h 35 min 8 s, soit à une vitesse moyenne de 39,938 km/h. Il est suivi trois secondes plus tard par son compatriote et coéquipier Cadel Evans et par le Néerlandais Tom Dumoulin (Giant-Alpecin). Les cent-trente-et-un coureurs qui ont pris le départ franchissent tous la ligne d'arrivée. Le Français Axel Domont (AG2R La Mondiale) est le dernier à franchir la ligne d'arrivée, à 11 min 35 s, parmi un groupe de neuf coureurs, dont l'Espagnol Juan José Lobato (Movistar) qui termine avant-dernier alors qu'il était le vainqueur de la précédente étape.
Dennis devient leader du classement général et du classement de la montagne à la place de son compatriote Jack Bobridge (UniSA-Australia), et également leader du classement du meilleur jeune, Evans prend la tête du classement des sprints. La formation américaine BMC Racing devient la meilleure équipe, précédant de 23 s son homologue espagnole Movistar.
.
| Classement de l'étape | Classement de l'étape   | Classement de l'étape | Classement de l'étape | Classement de l'étape |
|                       | Coureur                 | Pays                  | Équipe                | Temps                 |
| --------------------- | ----------------------- | --------------------- | --------------------- | --------------------- |
| 1er                   | Rohan Dennis            | Australie             | BMC Racing            | en 3 h 35 min 8 s     |
| 2e                    | Cadel Evans             | Australie             | BMC Racing            | + 3 s                 |
| 3e                    | Tom Dumoulin            | Pays-Bas              | Giant-Alpecin         | + 3 s                 |
| 4e                    | Maxime Bouet            | France                | Etixx-Quick Step      | + 5 s                 |
| 5e                    | Michael Rogers          | Australie             | Tinkoff-Saxo          | + 5 s                 |
| 6e                    | Richie Porte            | Australie             | Sky                   | + 5 s                 |
| 7e                    | Jack Haig               | Australie             | UniSA-Australia       | + 5 s                 |
| 8e                    | Rubén Fernández Andújar | Espagne               | Movistar              | + 5 s                 |
| 9e                    | Domenico Pozzovivo      | Italie                | AG2R La Mondiale      | + 5 s                 |
| 10e                   | Simon Geschke           | Allemagne             | Giant-Alpecin         | + 13 s                |
| modifier              |                         |                       |                       |                       |

| Classement général | Classement général      | Classement général | Classement général | Classement général |
|                    | Coureur                 | Pays               | Équipe             | Temps              |
| ------------------ | ----------------------- | ------------------ | ------------------ | ------------------ |
| 1er                | Rohan Dennis            | Australie          | BMC Racing         | en 10 h 17 min 6 s |
| 2e                 | Cadel Evans             | Australie          | BMC Racing         | + 7 s              |
| 3e                 | Tom Dumoulin            | Pays-Bas           | Giant-Alpecin      | + 9 s              |
| 4e                 | Richie Porte            | Australie          | Sky                | + 15 s             |
| 5e                 | Jack Haig               | Australie          | UniSA-Australia    | + 15 s             |
| 6e                 | Rubén Fernández Andújar | Espagne            | Movistar           | + 15 s             |
| 7e                 | Michael Rogers          | Australie          | Tinkoff-Saxo       | + 15 s             |
| 8e                 | Maxime Bouet            | France             | Etixx-Quick Step   | + 15 s             |
| 9e                 | Domenico Pozzovivo      | Italie             | AG2R La Mondiale   | + 15 s             |
| 10e                | Daryl Impey             | Afrique du Sud     | Orica-GreenEDGE    | + 22 s             |
| modifier           |                         |                    |                    |                    |

### 4eétape
La quatrième étape du Tour Down Under 2015 reliant Glenelg à Mount Barker a été remportée par l'Australien Steele Von Hoff (UniSA-Australia) qui a parcouru les 144,5 kilomètres en 3 h 24 min 28 s, soit à une vitesse moyenne de 42,403 km/h. Il est suivi dans le même temps par le Sud-Africain Daryl Impey (Orica-GreenEDGE) et par le Néerlandais Wouter Wippert (Drapac). Cent-trente des cent-trente-et-un coureurs qui ont pris le départ franchissent la ligne d'arrivée. L'Américain Lawson Craddock (Giant-Alpecin) est le seul abandon tandis que Le Néerlandais Barry Markus (Lotto NL-Jumbo) est le dernier à franchir la ligne d'arrivée, à 13 min 23 s, parmi un groupe de sept coureurs.
L'Australien Rohan Dennis (BMC Racing) reste en tête du classement général et du classement du meilleur jeune, tandis que son compatriote Jack Bobridge (UniSA-Australia) prend la tête du classement de la montagne, et Impey du classement des sprints. La formation américaine BMC Racing reste la meilleure équipe, précédant toujours de 23 s son homologue espagnole Movistar.
| Classement de l'étape | Classement de l'étape | Classement de l'étape | Classement de l'étape | Classement de l'étape |
|                       | Coureur               | Pays                  | Équipe                | Temps                 |
| --------------------- | --------------------- | --------------------- | --------------------- | --------------------- |
| 1er                   | Steele Von Hoff       | Australie             | UniSA-Australia       | en 3 h 24 min 28 s    |
| 2e                    | Daryl Impey           | Afrique du Sud        | Orica-GreenEDGE       | m.t                   |
| 3e                    | Wouter Wippert        | Pays-Bas              | Drapac                | m.t                   |
| 4e                    | Heinrich Haussler     | Australie             | IAM                   | m.t                   |
| 5e                    | Samuel Dumoulin       | France                | AG2R La Mondiale      | m.t                   |
| 6e                    | Niccolò Bonifazio     | Italie                | Lampre-Merida         | m.t                   |
| 7e                    | Rüdiger Selig         | Allemagne             | Katusha               | m.t                   |
| 8e                    | Gianni Meersman       | Belgique              | Etixx-Quick Step      | m.t                   |
| 9e                    | Eugenio Alafaci       | Italie                | Trek Factory Racing   | m.t                   |
| 10e                   | Koen de Kort          | Pays-Bas              | Giant-Alpecin         | m.t                   |
| modifier              |                       |                       |                       |                       |

| Classement général | Classement général      | Classement général | Classement général | Classement général  |
|                    | Coureur                 | Pays               | Équipe             | Temps               |
| ------------------ | ----------------------- | ------------------ | ------------------ | ------------------- |
| 1er                | Rohan Dennis            | Australie          | BMC Racing         | en 13 h 41 min 34 s |
| 2e                 | Cadel Evans             | Australie          | BMC Racing         | + 7 s               |
| 3e                 | Tom Dumoulin            | Pays-Bas           | Giant-Alpecin      | + 9 s               |
| 4e                 | Daryl Impey             | Afrique du Sud     | Orica-GreenEDGE    | + 13 s              |
| 5e                 | Richie Porte            | Australie          | Sky                | + 15 s              |
| 6e                 | Michael Rogers          | Australie          | Tinkoff-Saxo       | + 15 s              |
| 7e                 | Jack Haig               | Australie          | UniSA-Australia    | + 15 s              |
| 8e                 | Maxime Bouet            | France             | Etixx-Quick Step   | + 15 s              |
| 9e                 | Rubén Fernández Andújar | Espagne            | Movistar           | + 15 s              |
| 10e                | Domenico Pozzovivo      | Italie             | AG2R La Mondiale   | + 15 s              |
| modifier           |                         |                    |                    |                     |

### 5eétape
La cinquième étape du Tour Down Under 2015 reliant McLaren Vale (en) à Willunga Hill a été remportée par l'Australien Richie Porte (Sky) qui a parcouru les 151,5 kilomètres en 3 h 37 min 32 s, soit à une vitesse moyenne de 41,787 km/h. Il est suivi à neuf secondes par son compatriote Rohan Dennis (BMC Racing) et à seize secondes par l'Espagnol Rubén Fernández Andújar (Movistar). Quatre coureurs n'ont pas pris le départ : les Français Olivier Le Gac et Lorrenzo Manzin (FDJ), l'Australien Travis Meyer (Drapac) et le Belge Kenny Dehaes (Lotto-Soudal). Le Néerlandais Maarten Tjallingii (Lotto NL-Jumbo) abandonne tandis que le Russe Vladimir Isaychev (Katusha) est le dernier à franchir la ligne d'arrivée, à 16 min 6 s.
Dennis est toujours en tête du classement général et du classement du meilleur jeune, idem pour son compatriote Jack Bobridge (UniSA-Australia) le leader du classement de la montagne, et le Sud-Africain Daryl Impey (Orica-GreenEDGE) pour le classement des sprints. Au niveau du classement par équipes, les rôles se sont inversés : la formation espagnole Movistar a désormais 1 min 21 s d'avance sur la formation américaine BMC Racing.
| Classement de l'étape | Classement de l'étape   | Classement de l'étape | Classement de l'étape | Classement de l'étape |
|                       | Coureur                 | Pays                  | Équipe                | Temps                 |
| --------------------- | ----------------------- | --------------------- | --------------------- | --------------------- |
| 1er                   | Richie Porte            | Australie             | Sky                   | en 3 h 37 min 32 s    |
| 2e                    | Rohan Dennis            | Australie             | BMC Racing            | + 9 s                 |
| 3e                    | Rubén Fernández Andújar | Espagne               | Movistar              | + 16 s                |
| 4e                    | Cadel Evans             | Australie             | BMC Racing            | + 16 s                |
| 5e                    | Tom Dumoulin            | Pays-Bas              | Giant-Alpecin         | + 16 s                |
| 6e                    | Domenico Pozzovivo      | Italie                | AG2R La Mondiale      | + 19 s                |
| 7e                    | Tiago Machado           | Portugal              | Katusha               | + 24 s                |
| 8e                    | Moreno Moser            | Italie                | Cannondale-Garmin     | + 26 s                |
| 9e                    | Gorka Izagirre          | Espagne               | Movistar              | + 28 s                |
| 10e                   | Arnold Jeannesson       | France                | FDJ                   | + 28 s                |
| modifier              |                         |                       |                       |                       |

| Classement général | Classement général      | Classement général | Classement général | Classement général |
|                    | Coureur                 | Pays               | Équipe             | Temps              |
| ------------------ | ----------------------- | ------------------ | ------------------ | ------------------ |
| 1er                | Rohan Dennis            | Australie          | BMC Racing         | en 17 h 19 min 9 s |
| 2e                 | Richie Porte            | Australie          | Sky                | + 2 s              |
| 3e                 | Cadel Evans             | Australie          | BMC Racing         | + 20 s             |
| 4e                 | Tom Dumoulin            | Pays-Bas           | Giant-Alpecin      | + 22 s             |
| 5e                 | Rubén Fernández Andújar | Espagne            | Movistar           | + 24 s             |
| 6e                 | Domenico Pozzovivo      | Italie             | AG2R La Mondiale   | + 31 s             |
| 7e                 | Daryl Impey             | Afrique du Sud     | Orica-GreenEDGE    | + 38 s             |
| 8e                 | Tiago Machado           | Portugal           | Katusha            | + 46 s             |
| 9e                 | Gorka Izagirre          | Espagne            | Movistar           | + 52 s             |
| 10e                | Jarlinson Pantano       | Colombie           | IAM                | + 53 s             |
| modifier           |                         |                    |                    |                    |

### 6eétape
La sixième et dernière étape du Tour Down Under 2015, formant un circuit de 4,5 kilomètres à parcourir à vingt reprises (soit 90 kilomètres) à Adélaïde, a été remportée par le Néerlandais Wouter Wippert (Drapac) qui a parcouru les 90 kilomètres en 1 h 56 min 9 s, soit à une vitesse moyenne de 46,492 km/h. Il est suivi dans le même temps par l'Australien Heinrich Haussler (IAM) et par le Belge Boris Vallée (Lotto-Soudal). Trois coureurs ont abandonné, les Italiens Marco Coledan (Trek Factory Racing) et Manuele Mori (Lampre-Merida), et le Français Arnold Jeannesson (FDJ), cent-vingt-deux terminent donc la course. Le Finlandais Jussi Veikkanen (FDJ) est le dernier à franchir la ligne d'arrivée, à 5 min 47 s, parmi un groupe de douze coureurs.
| Classement de l'étape | Classement de l'étape | Classement de l'étape | Classement de l'étape | Classement de l'étape |
|                       | Coureur               | Pays                  | Équipe                | Temps                 |
| --------------------- | --------------------- | --------------------- | --------------------- | --------------------- |
| 1er                   | Wouter Wippert        | Pays-Bas              | Drapac                | en 1 h 56 min 9 s     |
| 2e                    | Heinrich Haussler     | Australie             | IAM                   | m.t                   |
| 3e                    | Boris Vallée          | Belgique              | Lotto-Soudal          | m.t                   |
| 4e                    | Pavel Brutt           | Russie                | Tinkoff-Saxo          | m.t                   |
| 5e                    | Daryl Impey           | Afrique du Sud        | Orica-GreenEDGE       | m.t                   |
| 6e                    | Niccolò Bonifazio     | Italie                | Lampre-Merida         | m.t                   |
| 7e                    | Steele Von Hoff       | Australie             | UniSA-Australia       | m.t                   |
| 8e                    | Ruslan Tleubayev      | Kazakhstan            | Astana                | m.t                   |
| 9e                    | Rüdiger Selig         | Allemagne             | Katusha               | m.t                   |
| 10e                   | Sébastien Chavanel    | France                | FDJ                   | m.t                   |
| modifier              |                       |                       |                       |                       |

## Classements finals

### Classement général final
L'Australien Rohan Dennis (BMC Racing) remporte la course, il a parcouru les 812,3 km en 19 h 15 min 18 s, soit à une vitesse moyenne de 42,186 km/h. Il est suivi à deux secondes par son compatriote Richie Porte (Sky) et à vingt secondes par son compatriote et coéquipier Cadel Evans.
L'Italien Giacomo Nizzolo (Trek Factory Racing) termine 122e et dernier, à 59 min 29 s.
| Classement général final | Classement général final | Classement général final | Classement général final | Classement général final |
|                          | Coureur                  | Pays                     | Équipe                   | Temps                    |
| ------------------------ | ------------------------ | ------------------------ | ------------------------ | ------------------------ |
| 1er                      | Rohan Dennis             | Australie                | BMC Racing               | en 19 h 15 min 18 s      |
| 2e                       | Richie Porte             | Australie                | Sky                      | + 2 s                    |
| 3e                       | Cadel Evans              | Australie                | BMC Racing               | + 20 s                   |
| 4e                       | Tom Dumoulin             | Pays-Bas                 | Giant-Alpecin            | + 22 s                   |
| 5e                       | Rubén Fernández Andújar  | Espagne                  | Movistar                 | + 24 s                   |
| 6e                       | Domenico Pozzovivo       | Italie                   | AG2R La Mondiale         | + 31 s                   |
| 7e                       | Daryl Impey              | Afrique du Sud           | Orica-GreenEDGE          | + 35 s                   |
| 8e                       | Gorka Izagirre           | Espagne                  | Movistar                 | + 52 s                   |
| 9e                       | Jarlinson Pantano        | Colombie                 | IAM                      | + 53 s                   |
| 10e                      | George Bennett           | Nouvelle-Zélande         | Lotto NL-Jumbo           | + 57 s                   |
| modifier                 |                          |                          |                          |                          |

### Classements annexes
| Classement des sprints | Classement des sprints | Classement des sprints | Classement des sprints | Classement des sprints |
| ---------------------- | ---------------------- | ---------------------- | ---------------------- | ---------------------- |
|                        | Coureur                | Pays                   | Équipe                 | Point(s)               |
| 1er                    | Daryl Impey            | Afrique du Sud         | Orica-GreenEDGE        | 55 points              |
| 2e                     | Niccolò Bonifazio      | Italie                 | Lampre-Merida          | 39 pts                 |
| 3e                     | Cadel Evans            | Australie              | BMC Racing             | 37 pts                 |
| modifier               |                        |                        |                        |                        |

| Classement de la montagne | Classement de la montagne | Classement de la montagne | Classement de la montagne | Classement de la montagne |
| ------------------------- | ------------------------- | ------------------------- | ------------------------- | ------------------------- |
|                           | Coureur                   | Pays                      | Équipe                    | Point(s)                  |
| 1er                       | Jack Bobridge             | Australie                 | UniSA-Australia           | 36 points                 |
| 2e                        | Rohan Dennis              | Australie                 | BMC Racing                | 34 pts                    |
| 3e                        | Richie Porte              | Australie                 | Sky                       | 22 pts                    |
| modifier                  |                           |                           |                           |                           |

| Classement du meilleur jeune | Classement du meilleur jeune | Classement du meilleur jeune | Classement du meilleur jeune | Classement du meilleur jeune |
|                              | Coureur                      | Pays                         | Équipe                       | Temps                        |
| ---------------------------- | ---------------------------- | ---------------------------- | ---------------------------- | ---------------------------- |
| 1er                          | Rohan Dennis                 | Australie                    | BMC Racing                   | en 19 h 15 min 18 s          |
| 2e                           | Tom Dumoulin                 | Pays-Bas                     | Giant-Alpecin                | + 22 s                       |
| 3e                           | Rubén Fernández Andújar      | Espagne                      | Movistar                     | + 24 s                       |
| modifier                     |                              |                              |                              |                              |

| Classement par équipes | Classement par équipes | Classement par équipes | Classement par équipes |
|                        | Équipe                 | Pays                   | Temps                  |
| ---------------------- | ---------------------- | ---------------------- | ---------------------- |
| 1re                    | Movistar               | Espagne                | en 57 h 48 min 48 s    |
| 2e                     | BMC Racing             | États-Unis             | + 1 min 21 s           |
| 3e                     | Lotto-Soudal           | Belgique               | + 4 min 24 s           |
| modifier               |                        |                        |                        |

### UCI World Tour
Ce Tour Down Under attribue des points pour l'UCI World Tour 2015, par équipes uniquement aux équipes ayant un label WorldTeam, individuellement uniquement aux coureurs des équipes ayant un label WorldTeam.
| Position,          | 1er | 2e | 3e | 4e | 5e | 6e | 7e | 8e | 9e | 10e |
| Classement général | 100 | 80 | 70 | 60 | 50 | 40 | 30 | 20 | 10 | 4   |
| Par étape          | 6   | 4  | 2  | 1  | 1  |    |    |    |    |     |

| Rang | Coureur                 | Équipe           | Points |
| ---- | ----------------------- | ---------------- | ------ |
| 1    | Rohan Dennis            | BMC Racing       | 110    |
| 2    | Richie Porte            | Sky              | 86     |
| 3    | Cadel Evans             | BMC Racing       | 76     |
| 4    | Tom Dumoulin            | Giant-Alpecin    | 64     |
| 5    | Rubén Fernández Andújar | Movistar         | 52     |
| 6    | Domenico Pozzovivo      | AG2R La Mondiale | 40     |
| 7    | Daryl Impey             | Orica-GreenEDGE  | 39     |
| 8    | Gorka Izagirre          | Movistar         | 22     |
| 9    | Jarlinson Pantano       | IAM              | 10     |
| 10   | Juan José Lobato        | Movistar         | 6      |
| 11   | Heinrich Haussler       | IAM              | 5      |
| 12   | George Bennett          | Lotto NL-Jumbo   | 4      |
| 12   | Lieuwe Westra           | Astana           | 4      |
| 14   | Luke Durbridge          | Orica-GreenEDGE  | 2      |
| 14   | Boris Vallée            | Lotto-Soudal     | 2      |
| 16   | Maxim Belkov            | Katusha          | 1      |
| 16   | Niccolò Bonifazio       | Lampre-Merida    | 1      |
| 16   | Maxime Bouet            | Etixx-Quick Step | 1      |
| 16   | Pavel Brutt             | Tinkoff-Saxo     | 1      |
| 16   | Samuel Dumoulin         | AG2R La Mondiale | 1      |
| 16   | Michael Rogers          | Tinkoff-Saxo     | 1      |

#### Classement individuel
Ci-dessous, le classement individuel de l'UCI World Tour à l'issue de la course.
| Rang | Coureur                 | Équipe           | Points |
| ---- | ----------------------- | ---------------- | ------ |
| 1    | Rohan Dennis            | BMC Racing       | 110    |
| 2    | Richie Porte            | Sky              | 86     |
| 3    | Cadel Evans             | BMC Racing       | 76     |
| 4    | Tom Dumoulin            | Giant-Alpecin    | 64     |
| 5    | Rubén Fernández Andújar | Movistar         | 52     |
| 6    | Domenico Pozzovivo      | AG2R La Mondiale | 40     |
| 7    | Daryl Impey             | Orica-GreenEDGE  | 39     |
| 8    | Gorka Izagirre          | Movistar         | 22     |
| 9    | Jarlinson Pantano       | IAM              | 10     |
| 10   | Juan José Lobato        | Movistar         | 6      |

#### Classement par pays
Ci-dessous, le classement par pays de l'UCI World Tour à l'issue de la course.
| Rang | Pays             | Points |
| ---- | ---------------- | ------ |
| 1    | Australie        | 279    |
| 2    | Espagne          | 80     |
| 3    | Pays-Bas         | 68     |
| 4    | Italie           | 41     |
| 5    | Afrique du Sud   | 39     |
| 6    | Colombie         | 10     |
| 7    | Nouvelle-Zélande | 4      |
| 8    | Belgique         | 2      |
| 9    | France           | 2      |
| 10   | Russie           | 2      |

#### Classement par équipes
Ci-dessous, le classement par équipes de l'UCI World Tour à l'issue de la course.
| Rang | Équipe           | Points |
| ---- | ---------------- | ------ |
| 2    | BMC Racing       | 191    |
| 1    | Sky              | 186    |
| 2    | Movistar         | 86     |
| 3    | Giant-Alpecin    | 80     |
| 4    | AG2R La Mondiale | 64     |
| 5    | Orica-GreenEDGE  | 41     |
| 6    | IAM              | 41     |
| 7    | Lotto NL-Jumbo   | 4      |
| 8    | Astana           | 4      |
| 10   | Lotto-Soudal     | 2      |

## Évolution des classements
| Étape              | Vainqueur          | Classement général | Classement des sprints | Classement de la montagne | Classement du meilleur jeune | Classement par équipes | Coureur le plus combatif |
| ------------------ | ------------------ | ------------------ | ---------------------- | ------------------------- | ---------------------------- | ---------------------- | ------------------------ |
| 1                  | Jack Bobridge      | Jack Bobridge      | Jack Bobridge          | Jack Bobridge             | Luke Durbridge               | UniSA-Australia        | Jack Bobridge            |
| 2                  | Juan José Lobato   | Jack Bobridge      | Juan José Lobato       | Jack Bobridge             | Niccolò Bonifazio            | Movistar               | Thomas De Gendt          |
| 3                  | Rohan Dennis       | Rohan Dennis       | Cadel Evans            | Rohan Dennis              | Rohan Dennis                 | BMC Racing             | William Clarke           |
| 4                  | Steele Von Hoff    | Rohan Dennis       | Daryl Impey            | Jack Bobridge             | Rohan Dennis                 | BMC Racing             | Cédric Pineau            |
| 5                  | Richie Porte       | Rohan Dennis       | Daryl Impey            | Jack Bobridge             | Rohan Dennis                 | Movistar               | Gregory Henderson        |
| 6                  | Wouter Wippert     | Rohan Dennis       | Daryl Impey            | Jack Bobridge             | Rohan Dennis                 | Movistar               | Manuele Boaro            |
| Classements finals | Classements finals | Rohan Dennis       | Daryl Impey            | Jack Bobridge             | Rohan Dennis                 | Movistar               | Manuele Boaro            |

## Liste des participants
- Liste de départ complète

Cent-trente-trois coureurs prennent le départ de la course.
| Légende                             | Légende                                                                                                  | Légende                                | Légende                                                                                                  |
| ----------------------------------- | --- | -------------------------------------- | --- |
| Num                                 | Dossard de départ porté par le coureur sur ce Tour Down Under                                            | Pos                                    | Position finale au classement général                                                                    |
| Leader du classement général        | Indique le vainqueur du classement général                                                               | Leader du classement des sprints       | Indique le vainqueur du classement des sprints                                                           |
| Leader du classement de la montagne | Indique le vainqueur du classement de la montagne                                                        | Leader du classement du meilleur jeune | Indique le vainqueur du classement du meilleur jeune                                                     |
|                                     | Indique un maillot de champion national ou mondial, suivi de sa spécialité                               | #                                      | Indique la meilleure équipe                                                                              |
| NP                                  | Indique un coureur qui n'a pas pris le départ d'une étape, suivi du numéro de l'étape où il s'est retiré | AB                                     | Indique un coureur qui n'a pas terminé une étape, suivi du numéro de l'étape où il s'est retiré          |
| HD                                  | Indique un coureur qui a terminé une étape hors des délais, suivi du numéro de l'étape                   | *                                      | Indique un coureur en lice pour le classement du meilleur jeune (coureurs nés après le 1er janvier 1990) |

| BMC Racing BMC                    | BMC Racing BMC            | BMC Racing BMC |
| --------------------------------- | ------------------------- | -------------- |
| Num                               | Coureur                   | Pos            |
| 1                                 | Cadel Evans (AUS)         | 3e             |
| 2                                 | Michael Schär (SUI)       | 45e            |
| 3                                 | Peter Stetina (USA)       | 28e            |
| 4                                 | Danilo Wyss (SUI)         | 76e            |
| 5                                 | Silvan Dillier (SUI)*     | 87e            |
| 6                                 | Campbell Flakemore (AUS)* | NP-3           |
| 7                                 | Rohan Dennis (AUS)*       | 1er            |
| Directeur sportif : Fabio Baldato |                           |                |

| Orica-GreenEDGE OGE               | Orica-GreenEDGE OGE    | Orica-GreenEDGE OGE |
| --------------------------------- | ---------------------- | ------------------- |
| Num                               | Coureur                | Pos                 |
| 11                                | Cameron Meyer (AUS)    | 36e                 |
| 12                                | Simon Clarke (AUS)     | 51e                 |
| 13                                | Mathew Hayman (AUS)    | 44e                 |
| 14                                | Sam Bewley (NZL)       | 97e                 |
| 15                                | Daryl Impey (RSA)      | 7e                  |
| 16                                | Luke Durbridge (AUS)*  | 63e                 |
| 17                                | Michael Hepburn (AUS)* | 106e                |
| Directeur sportif : Matthew White |                        |                     |

| Giant-Alpecin TGA               | Giant-Alpecin TGA      | Giant-Alpecin TGA |
| ------------------------------- | ---------------------- | ----------------- |
| Num                             | Coureur                | Pos               |
| 21                              | Marcel Kittel (GER)    | 117e              |
| 22                              | Simon Geschke (GER)    | 18e               |
| 23                              | Lawson Craddock (USA)* | AB-4              |
| 24                              | Koen de Kort (NED)     | 85e               |
| 25                              | Tom Dumoulin (NED)*    | 4e                |
| 26                              | Albert Timmer (NED)    | 100e              |
| 27                              | Chad Haga (USA)        | 79e               |
| Directeur sportif : Addy Engels |                        |                   |

| Sky SKY                               | Sky SKY                      | Sky SKY |
| ------------------------------------- | ---------------------------- | ------- |
| Num                                   | Coureur                      | Pos     |
| 31                                    | Richie Porte (AUS)           | 2e      |
| 32                                    | Peter Kennaugh (GBR) (Route) | 82e     |
| 33                                    | Luke Rowe (GBR)*             | 89e     |
| 34                                    | Ian Stannard (GBR)           | 55e     |
| 35                                    | Salvatore Puccio (ITA)       | 93e     |
| 36                                    | Geraint Thomas (GBR)         | 32e     |
| 37                                    | Christopher Sutton (AUS)     | 116e    |
| Directeur sportif : Kurt Asle Arvesen |                              |         |

| Lotto-Soudal LTS                  | Lotto-Soudal LTS        | Lotto-Soudal LTS |
| --------------------------------- | ----------------------- | ---------------- |
| Num                               | Coureur                 | Pos              |
| 41                                | Thomas De Gendt (BEL)   | 73e              |
| 42                                | Lars Bak (DEN)          | 23e              |
| 43                                | Gert Dockx (BEL)        | 46e              |
| 44                                | Kenny Dehaes (BEL)      | NP-5             |
| 45                                | Adam Hansen (AUS)       | 17e              |
| 46                                | Gregory Henderson (NZL) | 86e              |
| 47                                | Boris Vallée (BEL)*     | 120e             |
| Directeur sportif : Herman Frison |                         |                  |

| Cannondale-Garmin TCG             | Cannondale-Garmin TCG      | Cannondale-Garmin TCG |
| --------------------------------- | -------------------------- | --------------------- |
| Num                               | Coureur                    | Pos                   |
| 51                                | Ryder Hesjedal (CAN)       | 65e                   |
| 52                                | Nathan Haas (AUS)          | 60e                   |
| 53                                | Lasse Norman Hansen (DEN)* | 105e                  |
| 54                                | Jack Bauer (NZL)           | AB-6                  |
| 55                                | Alex Howes (USA)           | 74e                   |
| 56                                | Moreno Moser (ITA)*        | 21e                   |
| 57                                | Davide Villella (ITA)*     | 22e                   |
| Directeur sportif : Robert Hunter |                            |                       |

| Trek Factory Racing TFR          | Trek Factory Racing TFR | Trek Factory Racing TFR |
| -------------------------------- | ----------------------- | ----------------------- |
| Num                              | Coureur                 | Pos                     |
| 61                               | Eugenio Alafaci (ITA)*  | 92e                     |
| 62                               | Marco Coledan (ITA)     | AB-6                    |
| 63                               | Laurent Didier (LUX)    | 27e                     |
| 64                               | Daniel McConnell (AUS)  | 26e                     |
| 65                               | Giacomo Nizzolo (ITA)   | 121e                    |
| 66                               | Hayden Roulston (NZL)   | 34e                     |
| 67                               | Calvin Watson (AUS)*    | 83e                     |
| Directeur sportif : Kim Andersen |                         |                         |

| Tinkoff-Saxo TCS                    | Tinkoff-Saxo TCS              | Tinkoff-Saxo TCS |
| ----------------------------------- | ----------------------------- | ---------------- |
| Num                                 | Coureur                       | Pos              |
| 71                                  | Michael Rogers (AUS)          | 14e              |
| 72                                  | Pavel Brutt (RUS)             | 67e              |
| 73                                  | Manuele Boaro (ITA)           | 95e              |
| 74                                  | Christopher Juul Jensen (DEN) | 43e              |
| 75                                  | Michal Kolář (SVK)*           | AB-2             |
| 76                                  | Oliver Zaugg (SUI)            | 54e              |
| 77                                  | Jesper Hansen (DEN)*          | 40e              |
| Directeur sportif : Lars Michaelsen |                               |                  |

| AG2R La Mondiale ALM               | AG2R La Mondiale ALM     | AG2R La Mondiale ALM |
| ---------------------------------- | ------------------------ | -------------------- |
| Num                                | Coureur                  | Pos                  |
| 81                                 | Domenico Pozzovivo (ITA) | 6e                   |
| 82                                 | Samuel Dumoulin (FRA)    | 29e                  |
| 83                                 | Axel Domont (FRA)*       | 119e                 |
| 84                                 | Blel Kadri (FRA)         | 71e                  |
| 85                                 | Christophe Riblon (FRA)  | 111e                 |
| 86                                 | Julien Bérard (FRA)      | 20e                  |
| 87                                 | Alexis Gougeard (FRA)*   | 115e                 |
| Directeur sportif : Laurent Biondi |                          |                      |

| Astana AST                          | Astana AST              | Astana AST |
| ----------------------------------- | ----------------------- | ---------- |
| Num                                 | Coureur                 | Pos        |
| 91                                  | Luis León Sánchez (ESP) | 13e        |
| 92                                  | Lars Boom (NED)         | 69e        |
| 93                                  | Dario Cataldo (ITA)     | 68e        |
| 94                                  | Davide Malacarne (ITA)  | 50e        |
| 95                                  | Ruslan Tleubayev (KAZ)  | 90e        |
| 96                                  | Lieuwe Westra (NED)     | 48e        |
| 97                                  | Laurens De Vreese (BEL) | 78e        |
| Directeur sportif : Gorazd Štangelj |                         |            |

| Katusha KAT                            | Katusha KAT             | Katusha KAT |
| -------------------------------------- | ----------------------- | ----------- |
| Num                                    | Coureur                 | Pos         |
| 101                                    | Maxim Belkov (RUS)      | 72e         |
| 102                                    | Giampaolo Caruso (ITA)  | 52e         |
| 103                                    | Sergueï Lagoutine (RUS) | 25e         |
| 104                                    | Tiago Machado (POR)     | 12e         |
| 105                                    | Rüdiger Selig (GER)     | 108e        |
| 106                                    | Alexey Tsatevitch (RUS) | 66e         |
| 107                                    | Vladimir Isaychev (RUS) | 101e        |
| Directeur sportif : Guennadi Mikhailov |                         |             |

| FDJ                                  | FDJ                           | FDJ  |
| ------------------------------------ | ----------------------------- | ---- |
| Num                                  | Coureur                       | Pos  |
| 111                                  | Jérémy Roy (FRA)              | 19e  |
| 112                                  | Arnold Jeannesson (FRA)       | AB-6 |
| 113                                  | Olivier Le Gac (FRA)*         | NP-5 |
| 114                                  | Lorrenzo Manzin (FRA)*        | NP-5 |
| 115                                  | Cédric Pineau (FRA)           | 53e  |
| 116                                  | Sébastien Chavanel (FRA)      | 80e  |
| 117                                  | Jussi Veikkanen (FIN) (Route) | 70e  |
| Directeur sportif : Frédéric Guesdon |                               |      |

| Movistar MOV                          | Movistar MOV                   | Movistar MOV |
| ------------------------------------- | ------------------------------ | ------------ |
| Num                                   | Coureur                        | Pos          |
| 121                                   | Eros Capecchi (ITA)            | 38e          |
| 122                                   | Rubén Fernández Andújar (ESP)* | 5e           |
| 123                                   | Gorka Izagirre (ESP)           | 8e           |
| 124                                   | Pablo Lastras (ESP)            | 37e          |
| 125                                   | Juan José Lobato (ESP)         | 103e         |
| 126                                   | José Herrada (ESP)             | 57e          |
| 127                                   | Enrique Sanz (ESP)             | 107e         |
| Directeur sportif : José Luis Arrieta |                                |              |

| IAM                                 | IAM                             | IAM |
| ----------------------------------- | ------------------------------- | --- |
| Num                                 | Coureur                         | Pos |
| 131                                 | Martin Elmiger (SUI) (Route)    | 49e |
| 132                                 | Stef Clement (NED)              | 31e |
| 133                                 | Heinrich Haussler (AUS) (Route) | 39e |
| 134                                 | Roger Kluge (GER)               | 75e |
| 135                                 | Jarlinson Pantano (COL)         | 9e  |
| 136                                 | Vicente Reynés (ESP)            | 33e |
| 137                                 | David Tanner (AUS)              | 47e |
| Directeur sportif : Kjell Carlström |                                 |     |

| Etixx-Quick Step EQS               | Etixx-Quick Step EQS   | Etixx-Quick Step EQS |
| ---------------------------------- | ---------------------- | -------------------- |
| Num                                | Coureur                | Pos                  |
| 141                                | Mark Renshaw (AUS)     | 91e                  |
| 142                                | David de la Cruz (ESP) | 24e                  |
| 143                                | Yves Lampaert (BEL)*   | 88e                  |
| 144                                | Gianni Meersman (BEL)  | 56e                  |
| 145                                | Pieter Serry (BEL)     | 81e                  |
| 146                                | Martin Velits (SVK)    | 30e                  |
| 147                                | Maxime Bouet (FRA)     | 15e                  |
| Directeur sportif : Rik Van Slycke |                        |                      |

| Lotto NL-Jumbo TLJ                | Lotto NL-Jumbo TLJ       | Lotto NL-Jumbo TLJ |
| --------------------------------- | ------------------------ | ------------------ |
| Num                               | Coureur                  | Pos                |
| 151                               | George Bennett (NZL)*    | 10e                |
| 152                               | Bert-Jan Lindeman (NED)  | 35e                |
| 153                               | Timo Roosen (NED)*       | 59e                |
| 154                               | Barry Markus (NED)*      | 118e               |
| 155                               | Martijn Keizer (NED)     | 64e                |
| 156                               | Maarten Tjallingii (NED) | AB-5               |
| 157                               | Rick Flens (NED)         | 104e               |
| Directeur sportif : Frans Maassen |                          |                    |

| Lampre-Merida LAM                | Lampre-Merida LAM           | Lampre-Merida LAM |
| -------------------------------- | --------------------------- | ----------------- |
| Num                              | Coureur                     | Pos               |
| 161                              | Niccolò Bonifazio (ITA)*    | 84e               |
| 162                              | Matteo Bono (ITA)           | 109e              |
| 163                              | Davide Cimolai (ITA)        | 96e               |
| 164                              | Kristijan Đurasek (CRO)     | 42e               |
| 165                              | Roberto Ferrari (ITA)       | 113e              |
| 166                              | Manuele Mori (ITA)          | AB-6              |
| 167                              | Tsgabu Grmay (ETH)* (Route) | 11e               |
| Directeur sportif : Bruno Vicino |                             |                   |

| Drapac DPC                      | Drapac DPC            | Drapac DPC |
| ------------------------------- | --------------------- | ---------- |
| Num                             | Coureur               | Pos        |
| 171                             | Wouter Wippert (NED)* | 114e       |
| 172                             | William Clarke (AUS)  | 77e        |
| 173                             | Timothy Roe (AUS)     | 58e        |
| 174                             | Graeme Brown (AUS)    | 102e       |
| 175                             | Martin Kohler (SUI)   | 98e        |
| 176                             | Jordan Kerby (AUS)*   | 112e       |
| 177                             | Travis Meyer (AUS)    | NP-5       |
| Directeur sportif : Tom Southam |                       |            |

| UniSA-Australia AUS               | UniSA-Australia AUS        | UniSA-Australia AUS |
| --------------------------------- | -------------------------- | ------------------- |
| Num                               | Coureur                    | Pos                 |
| 181                               | Jack Bobridge (AUS)        | 61e                 |
| 182                               | Alexander Edmondson (AUS)* | 99e                 |
| 183                               | Jack Haig (AUS)*           | 16e                 |
| 184                               | Robert Power (AUS)*        | 41e                 |
| 185                               | Steele Von Hoff (AUS)      | 62e                 |
| 186                               | Neil Van der Ploeg (AUS)   | 110e                |
| 187                               | Miles Scotson (AUS)*       | 94e                 |
| Directeur sportif : David Sanders |                            |                     |